# Zozobrar

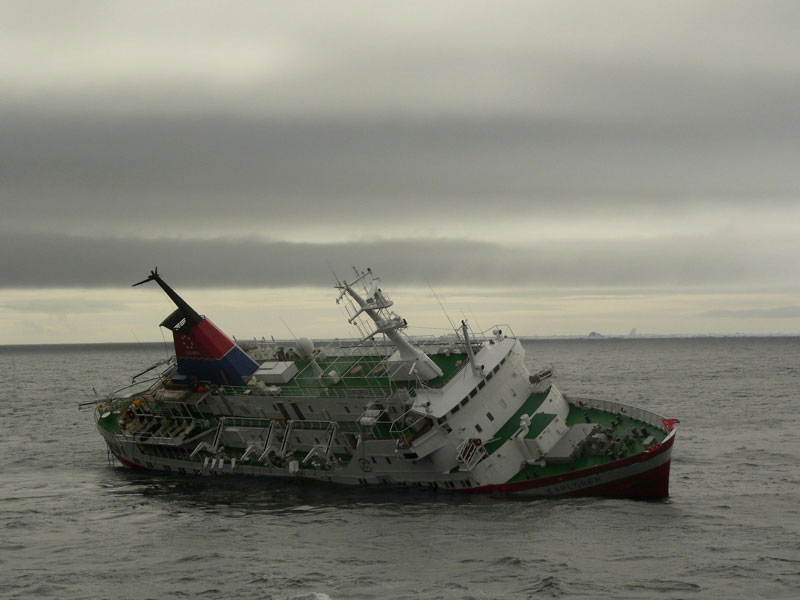
El crucero MS Explorer zozobrando antes de hundirse en el año 2007.

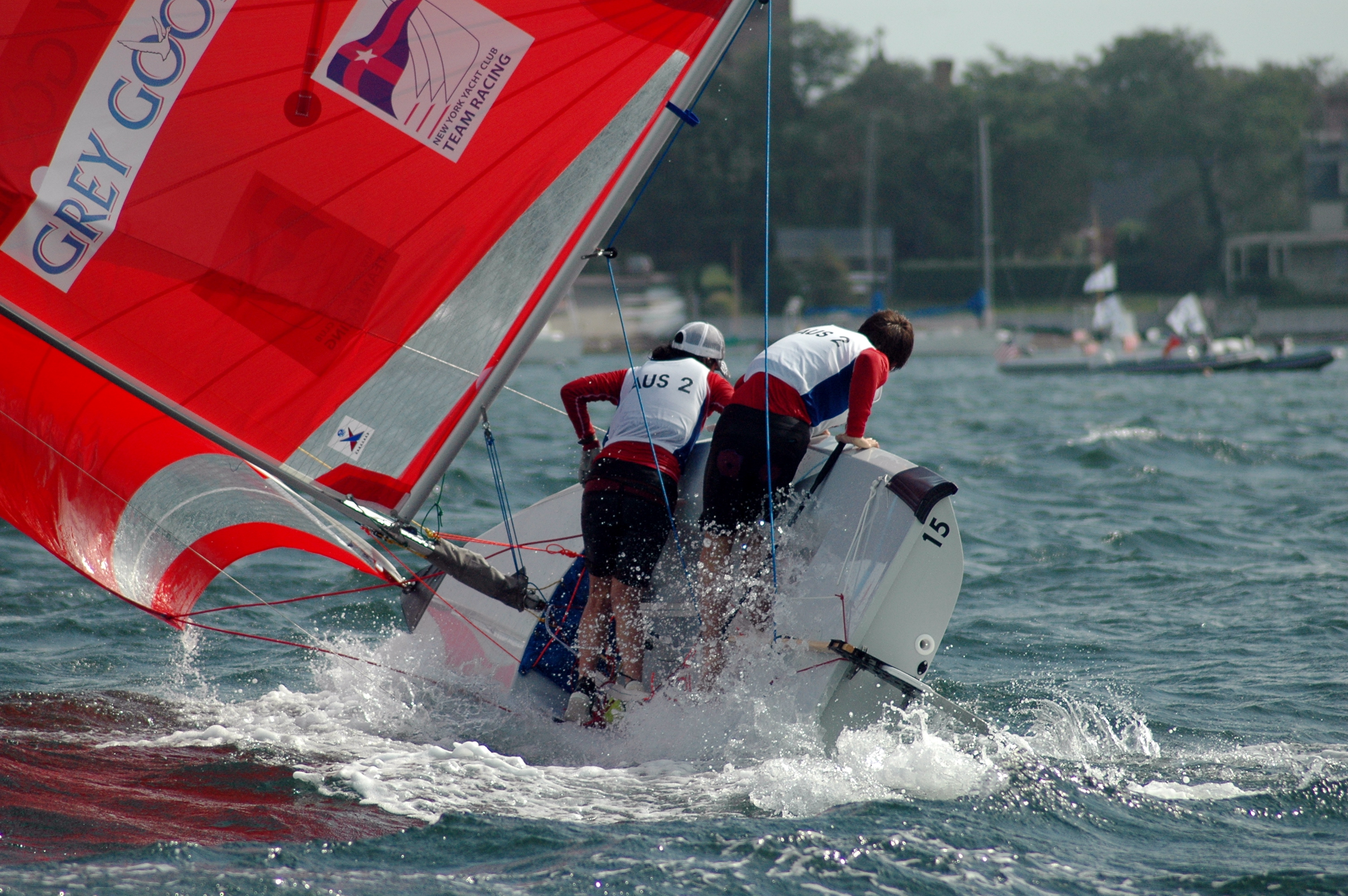
Un equipo de una regata de yates evita por poco volcar en el año 2005.

Se llama zozobrar a inclinarse y tumbar una embarcación, por la fuerza del viento o por corrimiento de carga o inundación, hasta que se vuelca y —entrándole el agua— queda casi a nivel con la superficie de esta o se va a pique. 
Estando un buque a la quilla, puede también zozobrar si, llegando a vencer la resistencia que en su inclinación le opone el volumen del costado sumergido, no pueden contenerlo las plumas y barloas, y sucede lo que los marineros dicen irse, esto es, que cae enteramente de la banda sobre que se hallaba tumbado y llenándose de agua, se va a pique o, cuando menos, queda entre dos aguas. 
Muchos entienden por zozobrar el volcarse completamente la embarcación quedándose con la quilla para arriba. Esto mismo expresan las frases figuradas y familiares de «hacer capillo», «ponerse con la quilla al sol», «ponerse el barco por sombrero» o «por montera», «dar un tumbo», «dar un vuelco» o «la voltereta», etc., y con el verbo «voltear».
Por semejanza, y como verbo activo, se dice «volver» o «voltear de arriba abajo» una pieza de vela o cualquier otro conjunto de adujas de un cabo, de modo que resulte encima lo que estaba debajo.